# Michail Hardsjajtschuk
Michail Mikalajewitsch Hardsjajtschuk (belarussisch Міхаіл Мікалаевіч Гардзяйчук; russisch Михаил Николаевич Гордейчук ‚Michail Nikolajewitsch Gordeitschuk‘, englische Transkription Mikhail Gordeichuk; * 23. Oktober 1989 in Saran, Kasachische SSR, Sowjetunion) ist ein belarussischer Fußballspieler.

## Karriere

### Verein
Hardsjajtschuk begann seine Karriere in Kasachstan bei Schachtjor Qaraghandy. 2008 wechselte er nach Belarus zu FK Wolna Pinsk. 2010 wechselte er zum Erstligisten Naftan Nawapolazk, 2011 zu BATE Baryssau, mit der er in der Champions League spielte. 2012 wurde er an den Ligakonkurrenten Belschyna Babrujsk verliehen, der ihn auch fest verpflichtete. 2014 kehrte er nach Baryssau zurück und konnte dort fünfmal in Folge die Meisterschaft feiern. 2017 wurde er außerdem mit 18 Treffern Torschützenkönig der Wyschejschaja Liha. Nach einer halben Saison für Tobol Qostanai in Kasachstan kehrte er im Sommer 2019 in seine Heimat zurück und gewann mit dem FK Dinamo Brest erneut die nationale Meisterschaft. Dann folgten anderthalb Sopielzeiten für den lettischen Erstligisten FK Liepāja und seit 2022 steht Hardsjajtschuk wieder beim FK Dinamo Brest unter Vertrag.

### Nationalmannschaft
Hardsjajtschuk war U-21-Nationalspieler. Mit der U-23-Mannschaft nahm er 2012 an den Olympischen Spielen teil, bei denen er in jedem belarussischen Spiel eingesetzt wurde. 2013 wurde er erstmals für die Herren nominiert. Sein Debüt gab er im November 2013 im Testspiel gegen Albanien.